# Heterogenita
L'heterogenita és un mineral de la classe dels òxids. Rep el seu nom del grec, i significa "d'un altre tipus", incidint en com el mineral difereix pel que fa a la seva composició d'altres minerals similars.

## Característiques
L'heterogenita és un òxid de fórmula química CoO(OH) o Co3+O(OH), tot i que la fórmula HCoO₂ podria ser més correcta. Cristal·litza en el sistema hexagonal. La seva duresa a l'escala de Mohs es troba entre 3 i 5.
Segons la classificació de Nickel-Strunz, l'heterogenita pertany a «04.FE - Hidròxids (sense V o U) amb OH, sense H₂O; làmines d'octaedres que comparetixen angles» juntament amb els següents minerals: amakinita, brucita, portlandita, pirocroïta, theofrastita, portlandita, pirocroïta, bayerita, doyleïta, gibbsita, nordstrandita, boehmita, lepidocrocita, grimaldiïta, feitknechtita, litioforita, quenselita, ferrihidrita, feroxihita, vernadita i quetzalcoatlita.

## Formació i jaciments
Es troba com a producte de la meteorització de la smaltita a Schneeberg, Alemanya; també com un producte d'alteració de la linneïta, el que constitueix un important mineral de cobalt, tal com es troba a Shaba, a la República Democràtica del Congo. Es troba de manera generalitzada en sòls residuals per sobre de roques ultramàfiques. Va ser descoberta a les mines de Wolfgang Maaßen, al districte de Schneeberg, a les Muntanyes Metal·líferes (Saxònia).
Als territoris de parla catalana se n'ha trobat a la mina Solita, situada a Peramea (Pallars Sobirà, Lleida), a la mina Linda Mariquita d'el Molar (Priorat, Província de Tarragona), a la mina Atrevida, a Vimbodí (Conca de Barberà, Província de Tarragona), a les mines Brezal, a Pavías (Castelló), així com a La Soulanette i a les mines de Costabona, a Prats de Molló-la Presta (Pirineus Orientals).